# آدم ارين
آدم ارين (2 يوليو 1975 - ) (بالإنجليزية: Adam Warren)‏ هو لاعب كريكت بريطاني.